# Lu Xun
|  | Aquest article tracta sobre l'escriptor del tardà Qing. Si cerqueu el general militar del període dels Tres Regnes , vegeu «Lu Xun (Tres Regnes)». |

Lu Xun (xinès tradicional: 鲁迅, xinès simplificat: 鲁迅, pinyin: Lǔ Xun, Wade-Giles: Lu Hsün), pseudònim de Zhou Shuren (xinès tradicional: 周树人, xinès simplificat: 周树人, pinyin: Zhōu Shùrén, Wade-Giles: Chou Shu-jen; 25 de setembre de 1881 - 19 d'octubre de 1936) fou un dels principals escriptors xinesos del segle xx. Considerat per molts com el fundador de la literatura xinesa moderna. Té una extensa obra: és escriptor de contes de ficció, poesia i assaig. La gran majoria, amb una gran varietat de temàtiques, on s'inclouen reflexions i crítiques a la societat xinesa del moment, i a les tradicions històriques xineses.
Va escriure en baihua, la llengua vernacla, però també en xinès clàssic. A la dècada del 1930 es va convertir en el líder de la Lliga Xinesa d'Escriptors d'Esquerra de Xangai.

## Biografia

### Joventut
Lu Xun va nàixer a Shaoxing, Zhejiang. Com era habitual a la Xina premoderna, Lu Xun tingué diversos noms. El nom de naixement era Zhou Zhangshou. El nom de cortesia era Zhou Yushan, i més avant el va canviar per Zhou Yucai. El 1898, abans d'anar a l'Acadèmia Naval de Jiangnan, va prendre el nom Zhou Shuren —que significa, figuradament, «ser un home educat». El nom pel qual és més conegut internacionalment, Lu Xun, va ser un pseudònim literari que va triar quan es va publicar per primera vegada la novel·la de ficció Diari d'un boig, el 1918.
En el moment en què va néixer Lu Xun, la família Zhou havia estat pròspera durant segles, i s'havia convertit en rica a través de terratinents, prèstecs i diversos membres de la família promoguts a càrrecs governamentals. El seu avi patern, Zhou Fuqing, va ser nomenat a l'Acadèmia Imperial Hanlin a Pequín: la posició més alta possible per als aspirants a funcionaris en aquell moment. L'educació primerenca de Lu es va basar en els clàssics confucians, on va estudiar poesia, història i filosofia, assumptes que, posteriorment, no van ser útils ni interessants per a ell. En comptes d'això, va gaudir de contes i tradicions populars: òperes locals, les criatures mitològiques i històries del Clàssic de les muntanyes i els mars, i les històries de fantasmes que li va explicar una servent analfabeta que el va criar, Ah Chang (a qui va anomenar "Mare Chang"). La mare de Zhou era membre de la mateixa classe de gentilhomes aterrades com el pare de Lu Xun, d'una ciutat lleugerament més petita en el camp (Anqiaotou, Zhejiang). Atès que l'educació formal no es considerava socialment apropiada per a les noies, no va rebre cap, però encara es va ensenyar a llegir i escriure. El cognom "Lu" en el nom literari de Zhou Shouren, "Lu Xun", era el mateix que el cognom de la seva mare, "Lu".
Quan va néixer Lu, la prosperitat de la família ja havia anat disminuint. El pare, Zhou Boyi, havia tingut èxit en passar els exàmens imperials més baixos del nivell del comtat (la ruta a la riquesa i l'èxit social a la Xina imperial), però no va tenir èxit en escriure els exàmens de nivell provincial més competitius. En 1893, Zhou Boyi va ser descobert intentant subornar un oficial d'examen. L'avi de Lu Xun va ser implicat i va ser arrestat i condemnat a decapitació pel delicte del seu fill. La sentència es va commutar posteriorment, i va ser empresonat a Hangzhou. Després de l'assumpte, Zhou Boyi va quedar desposseït del seu càrrec al govern i va prohibir tornar a escriure els exàmens del servei civil. La família Zhou només va impedir que l'avi de Lu fos executat a través de suborns regulars i cars a les autoritats, fins que finalment va ser alliberat el 1901.
Després de descobrir l'intent de suborn de la família, Zhou Boyi es va dedicar a consumir alcohol, i la seva salut va disminuir. Els metges xinesos locals van intentar curar-lo a través d'una sèrie de receptes costoses de remeis tradicionals xinesos, incloent grills monògams, canyes de sucre que havien sobreviscut a les gelades tres vegades, tinta i la pell d'un tambor. Malgrat aquests tractaments costosos, Zhou Boyi va morir d'un atac d'asma el 1896. Podria haver sofert problemes d'Edema.

### Educació
Lu Xun va realitzar, sense massa ganes, un examen de servei civil el 1899, però després va abandonar la recerca d'una educació o carrera professional confuciana. Tenia la intenció d'estudiar en una escola de prestigi, la "Acadèmia de la Recerca de l'Afirmació", a Hangzhou, però es va veure forçat a estudiar en una escola militar sense classes, l'Acadèmia Naval de Jiangnan, a Nanjing, per la pobresa de la seva família. Com a conseqüència de la decisió de Lu d'assistir a una escola militar especialitzada en educació occidental, la seva mare plorà, se li va instruir a canviar el nom (per evitar el descontentament de la família), i alguns dels seus familiars van començar a mirar-lo malament. Lu va assistir a l'Acadèmia Naval de Jiangnan durant mig any i, després d'això, va quedar clar que se li assignaria a treballar en una sala de màquines, per sota de la coberta, que considerava degradant. Més tard va escriure que no estava satisfet amb la qualitat de l'ensenyament a l'acadèmia. Després d'abandonar l'escola, Lu es va asseure al nivell més baix dels exàmens de la funció pública i va acabar el 137 de 500. Tenia la intenció de prepar-se per al següent nivell més alt, però en morir un dels seus germans més joves es va descentrar i va abandonar els seus plans.
Lu Xun es va traslladar a una altra escola finançada pel govern, la "Escola de Mines i Ferrocarrils", i es va graduar d'aquesta escola el 1902. L'escola va ser la primera exposició de Lu a la literatura occidental, la filosofia, la història i la ciència i va estudiar anglès i alemany intensivament. Alguns dels autors influents que va llegir durant aquest període inclouen T. H. Huxley, John Stuart Mill, Yan Fu i Liang Qichao. La seva posterior filosofia social pot haver estat influenciada per diverses novel·les sobre conflictes socials que va llegir durant el període, incloent Ivanhoe i la cabana de l'oncle Tom.
Va fer molt bé a l'escola amb relativament poc esforç i, ocasionalment, va experimentar un racisme dirigit contra ell pels bannermen residents de Manx. El racisme que va experimentar va poder haver influït en el seu sentit posterior de nacionalisme xinès d'ètnia han. Després de graduar-se, Lu Xun va planificar convertir-se en un metge occidental.
El 1902, Lu Xun va deixar al Japó una beca del govern Qing per continuar una educació en medicina occidental. Després d'arribar al Japó, va assistir al "Institut Kobun", una escola preparatòria d'idiomes per a estudiants xinesos que van assistir a universitats japoneses. Després de l'estímul d'un company de classe, va tallar la seva cua (que tots els xinesos Han es van veure forçats legalment a usar a la Xina) i va practicar jujutsu en el seu temps lliure. Va tenir una actitud ambigua cap a la política revolucionària xinesa durant aquest període, i no és clar si es va unir a algun dels partits revolucionaris (com el Tongmenghui) que eren populars entre els expatriats xinesos al Japó en aquella època. Va experimentar el racisme anti-xinès, però al mateix temps estava disgustat pel comportament d'alguns xinesos que vivien al Japó. Els seus primers assaigs sobrevivents, escrits en xinès clàssic, van ser publicats mentre assistia a aquesta escola i va publicar les seves primeres traduccions xineses de novel·les occidentals famoses i influents, incloses Jules Verne's From the Earth to the Moon i Journey to the Center of the Earth.
El 1904, Lu va començar a estudiar a l'Acadèmia Mèdica de Sendai, al nord d'Honshu, però va romandre allí durant menys de dos anys. Generalment va trobar els seus estudis a l'escola tediosos i difícils, en part a causa del seu imperfect japonès. Mentre estudiava a Sendai, es va fer amic d'un dels seus professors, Fujino Genkurō, que li va ajudar a preparar notes de classe. A causa de la seva amistat, Lu va ser acusat pels seus companys de rebre assistència especial de Fujino. Lu més endavant va recordar el seu mentor amb respecte i afecte en un assaig, "Mr Fujino", publicat a Dawn Blossoms atrapat al capvespre. Aquest assaig, avui una de les seves obres més conegudes públicament, es troba en el currículum de literatura de l'escola mitjana a la Xina. Fujino més tard va retornar el respecte de Lu en un assaig obituari a la seva mort, el 1937. L'Acadèmia Mèdica de Sendai és ara l'escola mèdica de la Universitat de Tohoku.

Mentre Lu Xun assistia a l'escola mèdica, va esclatar la guerra russo-japonesa (1904-1905). Part de la guerra es va barallar contra la terra xinesa en disputa. Mentre es combatia la guerra, els professors van mostrar com a freqüent mostrar diapositives d'imatges de la guerra als seus estudiants després d'haver acabat la seva classe. Després d'una de les seves classes de biologia Lu, es va mostrar una escena en què un soldat japonès estava a punt de decapitar un home xinès que suposadament havia espiat pels russos, envoltats de xinesos apatits a l'escena. En el seu prefaci a Nahan, la primera col·lecció de les seves històries curtes, Lu va explicar com veure que aquesta escena l'influenciava per deixar d'estudiar la medicina occidental i convertir-se en metge literari al que considerava els problemes espirituals de la Xina.
En aquella època, no havia vist cap dels meus companys xinesos en molt de temps, però un dia alguns d'ells van aparèixer en una diapositiva. Un, amb les mans lligades darrere d'ell, estava al mig de la imatge; els altres es van reunir al seu voltant. Físicament, eren tan forts i sans com ningú els podia preguntar, però les seves expressions van revelar amb claredat que espiritualment estaven callades i entumudes. Segons el títol, els xinesos que tenien les mans lligades havien espiat a l'exèrcit japonès per als russos. Estava a punt de ser decapitats com a "exemple públic". Els altres xinesos reunits al seu voltant havien vingut a gaudir de l'espectacle.

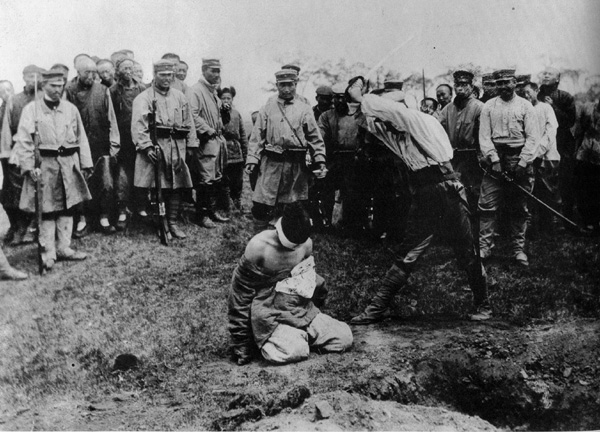
Escena d'una execució, possiblement visionada per Lu Xun el 1905.

Al març de 1906, Lu Xun va acabar bruscament i en secret la seva recerca del títol i va deixar la universitat. En aquella època no va dir a ningú. Després d'arribar a Tòquio, es va assegurar que l'ambaixada xinesa no cancel·lés la seva beca i que estigués registrada a l'institut alemany local, però no estava obligada a fer classes allà. Va començar a llegir Nietzsche i va escriure una sèrie d'assajos en el període que van influir per la seva filosofia.
Al juny de 1906, la mare de Lu va escoltar un rumor que s'havia casat amb una noia japonesa i que tenia un fill amb ella, i va fingir la malaltia com un pretext per demanar-li a Lu que tornés a casa, on ella l'obligaria a prendre part en un matrimoni concertat que havia acceptat diversos anys abans. La noia, Zhu An, tenia poc en comú amb Lu, era analfabeta i tenia els peus embenats. Lu Xun s'hi va casar, però mai van tenir una relació romàntica. Malgrat això, Lu va cuidar les seves necessitats materials durant la resta de la seva vida. Diversos dies després de la cerimònia, Lu va tornar al Japó amb el seu germà menor, Zuoren, i va deixar enrere la seva nova esposa.
Després de tornar al Japó, va prendre classes informals en literatura i història, va publicar diversos assajos en revistes dirigides per estudiants, i el 1907 va prendre breus lliçons de rus. Va intentar fundar una revista literària amb el seu germà, New Life, però abans de la seva primera publicació, els altres escriptors i els seus fundadors van abandonar el projecte i va fracassar. El 1909, Lu va publicar una traducció de ficció d'Europa oriental, Contes des de l'exterior, però el llibre només va vendre 41 còpies de les 1.500 còpies impreses. La publicació va fracassar per molts motius: només es va vendre a Tòquio (que no tenia una gran població xinesa) i una sola botiga de seda a Xangai; Els lectors xinesos poden no haver estat interessats en la cultura de l'Europa de l'Est; i, Lu va escriure en xinès clàssic, que era molt difícil per a la gent comuna llegir.
Fou el líder de la Lliga Xinesa d'Escriptors d'Esquerra de Xangai, enfrontant-se a Zhou Yang. Zhou, recolzat per l'escriptor Guo Moruo, era partidari d'una literatura de defensa nacional, destinada a convertir-se en el tema central de les obres de tots els escriptors i de la preeminència de la política del Partit Comunista sobre la creació artística. Lu Xun, al contrari, defensava la llibertat creativa dels escriptors i denuncià la política de reconciliació amb el Guomindang defensada pel partit, pel perill de dretanització. Indignat pels mètodes utilitzats per Zhou Yang i els seus partidaris, on s'incloïa la denúncia calumniosa, Lu Xun va acabar denunciant públicament el sectarisme i l'autoritarisme d'alguns membres del partit dins la lliga. Va rebre el suport de Mao Dun i Feng Xuefeng, qui va fer aparèixer una severa crítica a les posicions de Zhou Yang.

## Museus
A la Xina hi ha tres museus dedicats a Lu Xun. A Xangai inaugurat l'any 1950, a Pequín, que va obrir el 1956 i des de 1953, el 鲁迅文学奖领奖博物馆 (Luxun Literature Prize Awards Museum) ubicat a la ciutat de Shaoxing - ciutat natal de Lu Xun - especialment interessant per ser on tots els continguts exposats estan relacionats amb el Premi Lu Xun de Literatura, els guardonats i les seves obres, així com les obres de Lu Xun.

## Traduccions al català
1. Diari d'un boig i altres relats. (kuàngrén riji - 狂人 日记-) Traducció: Carles Prado-Fonts. Edicions 1984. 2007. ISBN 9788496061866.
2. Mala Herba (Yecao - 野草). Traducció: Seán Golden i Marisa Presas. Edicions 62, 1994. ISBN 9788429737585.